# Sheppardia
Genre
Sheppardia est un genre d’oiseau de la famille des Muscicapidae.

## Liste d'espèces
Selon la classification de référence du Congrès ornithologique international (version 14.2, 2024) :
- Sheppardia montana – Rougegorge des Usambara
- Sheppardia lowei – Rougegorge d'Iringa
- Sheppardia aurantiithorax – Rougegorge des Rubeho
- Sheppardia gunningi – Rougegorge de Gunning
- Sheppardia sharpei – Rougegorge de Sharpe
- Sheppardia bocagei – Rougegorge de Bocage
- Sheppardia poensis – Rougegorge d'Alexander
- Sheppardia cyornithopsis – Rougegorge merle
- Sheppardia aequatorialis – Rougegorge équatorial
- Sheppardia gabela – Rougegorge de Gabela
- Sheppardia polioptera – Cossyphe à sourcils blancs